# بيلينا لاريكا
بيلينا لاريكا مواليد 11 فبراير 1980، هي لاعبة كرة يد أنغولية معتزلة. مثلت منتخب أنغولا لكرة اليد للسيدات. شاركت في دورة الألعاب الأولمبية الصيفية سنة 2004.

## سجل المنافسة
شاركت في البطولات التالية:
- الألعاب الأولمبية الصيفية 2004

## روابط خارجية
- بيلينا لاريكا على موقع اللجنة الأولمبية الدولية (الإنجليزية)
- بيلينا لاريكا على موقع أوليمبيديا (الإنجليزية)